# Френк Воррен
Фре́нк Во́ррен (англ. Frank Warren; нар. 28 лютого 1952) — британський промоутер у боксі, засновник компанії «Queensberry Promotions».

## Кар'єра  промоутера
Перше ліцензоване шоу Воррена відбулося в готелі Bloomsbury Crest у Лондоні в 1980 році.
30 листопада 1989 року Воррена підстрелив біля Бродвейського театру в Баркінгу невідомий зловмисник у балаклаві, якого так і не спіймали. Куля калібру 9 мм з пістолета Люгера пройшла повз серце Воррена на дюйм, і він втратив половину легені та частини ребер.
Воррен незабаром став провідною фігурою в британському боксі, і з тих пір просував чемпіонів світу та бійців з найвищим рейтингом, зокрема Насіма Хамеда, Френка Бруно, Джо Кальзаге, Найджела Бенна, Кріса Юбенка, Аміра Хана, Ріккі Гаттона, Тайсона Ф’юрі, Біллі Джо Сондерса, Джоша Воррінгтона, Джо Джойса та Денієла Дюбуа. Воррен допоміг Хамеду стати наймолодшим британським чемпіоном світу, коли він переміг Стіва Робінсона та виграв титул WBO у напівлегкій вазі у 1995 році; він керував сходженням Ріккі Гаттона до титулу чемпіона світу за версією IBF у напівсередній вазі після перемоги над Костею Цзю в 2005 році; і був із колишнім чемпіоном IBF і WBO/WBA/WBC/«Ринг» у другій середній вазі Джо Кальзаге протягом більшості його 46 боїв без поразок.
У грудні 2007 року обраний до Міжнародної зали боксерської слави.
2022 року з компанією «Queensberry Promotions» уклав угоду український боксер Денис Берінчик.
2024 року Воррен очолював команду «Queensberry» у змаганні «Queensberry» vs. «Matchroom» 5 на 5, яке проходило в Ер-Ріяді, Саудівська Аравія. Команда Воррена здобула чисту перемогу, вигравши всі матчі та показавши ганебний рахунок 10-0 проти команди Едді Гірна.
4 листопада 2024 року Воррен уклав угоду, яка почне діяти з 1 квітня 2025 року, з онлайн-стримінгом DAZN.